# VC-1
SMPTE 421은 비공식적으로 VC-1로 알려진 영상 코딩 포맷이다. 대부분은 2003년 마이크로소프트의 독점 비디오 포맷인 윈도우 미디어 비디오 9로 개발되었다. 새로운 고급 프로파일 개발을 포함한 일부 개선 사항과 함께 2006년 4월 3일에 SMPTE 표준으로 공식 승인되었다. 주로 H.264/MPEG-4 AVC 표준에 대한 낮은 복잡도의 경쟁자로 마케팅되었다. 개발 이후 마이크로소프트 외 여러 회사가 파나소닉 홀딩스, LG전자, 삼성전자를 포함하여 이 기술에 적용되는 특허를 보유하고 있다고 주장했다.
VC-1은 현재는 사용되지 않는 마이크로소프트 실버라이트, 잠시 출시되었던 HD DVD 디스크 포맷 및 블루레이 디스크 포맷에서 지원된다.

## 포맷
VC-1은 H.261, MPEG-1 파트 2, H.262/MPEG-2 Part 2, H.263, MPEG-4 Part 2에서도 볼 수 있는 기존 블록 기반 움직임 보상 하이브리드 비디오 코딩 설계의 발전이다. 이는 ITU-T 및 MPEG 비디오 코덱 표준인 H.264/MPEG-4 AVC의 대안으로 널리 특징지어졌다. VC-1의 고급 프로파일에는 순차 주사 방식 비디오뿐만 아니라 비월 주사 방식 비디오 시퀀스를 코딩하도록 설계된 도구가 포함되어 있다. VC-1 고급 프로파일의 개발 및 표준화의 주요 목표는 비월 주사 콘텐츠를 순차 주사로 먼저 변환하지 않고도 비월 주사 최적화 압축을 지원하여 1080i 포맷을 사용하는 방송 및 비디오 산업 전문가에게 더 매력적으로 만드는 것이었다.
HD DVD와 블루레이는 모두 VC-1을 지원되는 비디오 포맷으로 채택하여, 해당 비디오 재생 장치가 VC-1을 사용하여 압축된 비디오 콘텐츠를 디코딩하고 재생할 수 있어야 한다. 윈도우 비스타는 VC-1 디코더 및 VC-1로 인코딩된 HD DVD 영화 재생에 필요한 일부 관련 구성 요소를 포함하여 HD DVD 재생을 부분적으로 지원한다.
마이크로소프트는 VC-1을 엑스박스 360 비디오 게임 콘솔의 공식 비디오 포맷으로 지정했으며, 게임 개발자들은 게임에 포함된 풀 모션 비디오에 VC-1을 사용할 수 있었다. 2006년 10월 31일 업데이트를 통해 모든 포맷의 윈도우 미디어 비디오는 디스크, USB 저장 장치 또는 윈도우 미디어 커넥트/윈도우 미디어 플레이어 11을 통한 PC 스트리밍을 통해 엑스박스 360에서 재생할 수 있게 되었다.
VC-1은 플레이스테이션 3 콘솔에서 지원되며 FFmpeg 프로젝트에는 VC-1 디코더도 포함되어 있다.
2012년 8월 24일, 라즈베리 파이 재단은 VC-1 하드웨어 디코딩 지원을 발표했다.

## 마이크로소프트 코덱 구현
VC-1 코덱 사양은 현재까지 마이크로소프트에 의해 세 가지 코덱 형태로 구현되었으며, 각 코덱은 고유한 네 문자 코드로 식별된다.

### WMV3
VC-1의 단순 및 메인 프로파일은 기존 WMV3 구현에 완전히 충실하여 WMV3 비트스트림이 완전히 VC-1 호환되도록 했다.
WMV3 코덱은 주로 컴퓨터 디스플레이의 순차 인코딩을 지원하도록 설계되었다. 비월 인코딩 모드도 구현되었지만, 마이크로소프트가 WMV 고급 프로파일을 구현하기 시작하면서 빠르게 사용되지 않게 되었다. WMV3 순차 인코딩은 YUV 4:2:0 색상 샘플링 체계를 사용하여 구현되었지만, 사용되지 않는 비월 모드는 덜 일반적인 YUV 4:1:1 샘플링 체계를 사용하여 구현되었다.
윈도우 미디어 비디오 9 (WMV3) 코덱은 VC-1 코덱 표준의 단순 및 메인 모드를 구현하여 스트리밍 및 다운로드에 고품질 비디오를 제공한다. "이는 MPEG-2의 절반에서 3분의 1에 해당하는 비트 전송률로 고해상도 콘텐츠부터 다이얼업 모뎀을 통해 전송되는 저비트 전송률 인터넷 비디오에 이르기까지 광범위한 비트 전송률을 지원한다. 이 코덱은 또한 투패스 및 가변 비트 전송률(VBR) 인코딩을 통해 전문가 수준의 다운로드 가능한 비디오를 지원한다."
일부 고화질 영화 및 비디오는 WMV HD라는 형식으로 상업적으로 출시되었다. 이 타이틀은 WMV3 메인 프로파일 @ 하이 레벨 (MP@HL)로 인코딩된다.

### WMVA
WMVA는 SMPTE가 VC-1 초안을 수락하기 전의 WMV 고급 프로파일의 원래 구현이었다. 이 코덱은 윈도우 미디어 플레이어 10 및 윈도우 미디어 포맷 SDK 9.5 설치 패키지와 함께 배포되었다. WMVA와 WVC1 사이에는 약간의 비트스트림 차이가 있으므로, 결과적으로 WMVA는 WVC1과는 다른 다이렉트쇼 디코더에 의해 처리된다. 일부 타사 하드웨어 및 소프트웨어 디코더는 WMVA 기반 콘텐츠만 디코딩한다. 2006년 현재 WMVA는 VC-1에 완전히 호환되지 않으므로 사용되지 않는 코덱으로 간주된다.

### WVC1
윈도우 미디어 비디오 9 고급 프로파일이라고도 불리는 WVC1은 VC-1 코덱 표준의 최신 완전 호환 고급 프로파일을 구현한다. 이는 비월 콘텐츠를 지원하며 전송 독립적이다. 이전 버전의 윈도우 미디어 비디오 9 시리즈 코덱을 사용하면 사용자는 MPEG-2 코덱의 3분의 1만큼 낮은 데이터 속도로 프로그레시브 콘텐츠를 전송할 수 있었으며 여전히 MPEG-2와 동등하거나 비교할 수 있는 품질을 얻을 수 있었다. 윈도우 미디어 비디오 9 고급 프로파일 코덱은 비월 콘텐츠에서도 인코딩 효율성에서 동일한 개선을 제공한다. WVC1용 디코더는 윈도우 비스타에 번들로 제공되며 윈도우 XP용으로 다운로드할 수 있는 윈도우 미디어 플레이어 11에 포함되어 있다. 이 구현은 마이크로소프트 실버라이트에서 지원된다.

## 프로파일
|                                | 단순   | 메인   | 고급 |
| ------------------------------ | ------ | ------ | ---- |
| 기준선 내부 프레임 압축        | 예     | 예     | 예   |
| 가변 크기 변환                 | 예     | 예     | 예   |
| 16비트 변환                    | 예     | 예     | 예   |
| 오버랩 변환                    | 예     | 예     | 예   |
| 매크로블록당 4개의 움직임 벡터 | 예     | 예     | 예   |
| 1⁄4 픽셀 휘도 움직임 보상      | 예     | 예     | 예   |
| 1⁄4 픽셀 색차 움직임 보상      | 아니요 | 예     | 예   |
| 시작 코드                      | 아니요 | 예     | 예   |
| 확장 움직임 벡터               | 아니요 | 예     | 예   |
| 루프 필터                      | 아니요 | 예     | 예   |
| 동적 해상도 변경               | 아니요 | 예     | 예   |
| 적응형 매크로블록 양자화       | 아니요 | 예     | 예   |
| B 프레임                       | 아니요 | 예     | 예   |
| 강도 보상                      | 아니요 | 예     | 예   |
| 범위 조정                      | 아니요 | 예     | 예   |
| 필드 및 프레임 코딩 모드       | 아니요 | 아니요 | 예   |
| GOP 계층                       | 아니요 | 아니요 | 예   |
| 디스플레이 메타데이터          | 아니요 | 아니요 | 예   |
|                                | 단순   | 메인   | 고급 |

## 비트레이트 및 해상도
| 프로파일 | 레벨 | 최대 비트레이트 | 해상도 / 프레임레이트                                                    |
| -------- | ---- | --------------- | ------------------------------------------------------------------------ |
| 단순     | 낮음 | 96 kbit/s       | 176 × 144 / 15 (QCIF)                                                    |
| 단순     | 중간 | 384 kbit/s      | 240 × 176 / 30 352 × 288 / 15 (CIF)                                      |
| 메인     | 낮음 | 2 Mbit/s        | 320 × 240 / 24 (QVGA)                                                    |
| 메인     | 중간 | 10 Mbit/s       | 720 × 480 / 30 (480p) 720 × 576 / 25 (576p)                              |
| 메인     | 높음 | 20 Mbit/s       | 1920 × 1080 / 30 (1080p)                                                 |
| 고급     | L0   | 2 Mbit/s        | 352 × 288 / 30 (CIF)                                                     |
| 고급     | L1   | 10 Mbit/s       | 720 × 480 / 30 (NTSC-SD) 720 × 576 / 25 (PAL-SD)                         |
| 고급     | L2   | 20 Mbit/s       | 720 × 480 / 60 (480p) 1280 × 720 / 30 (720p)                             |
| 고급     | L3   | 45 Mbit/s       | 1920 × 1080 / 24 (1080p) 1920 × 1080 / 30 (1080i) 1280 × 720 / 60 (720p) |
| 고급     | L4   | 135 Mbit/s      | 1920 × 1080 / 60 (1080p) 2048 × 1536 / 24 2048 × 2048 / 30               |

## 다른 구현
마이크로소프트의 WMV9 코덱에서 기원했기 때문에, VC-1 인코더의 가장 인기 있는 구현은 지금까지 마이크로소프트에 의해 이루어졌지만, 타사 구현도 존재한다. 주로 HD DVD 및 블루레이 인코딩에 사용되는 전문 VC-1 인코딩 도구인 Sonic Cinevision PSE는 마이크로소프트의 PEP(Parallel Encoder) 인코딩 도구 및 VC-1 분석기 도구의 상용 버전이다. 마이크로소프트는 코드 개발을 소유하고 있으며 소닉 솔루션즈는 판매 및 배포를 소유한다. 마이크로소프트는 또한 모든 회사 또는 소프트웨어 개발자가 VC-1 인코딩을 응용 프로그램에 통합할 수 있도록 별도의 VC-1 인코더 SDK를 제공한다.
마이크로소프트가 아닌 VC-1 구현(SMPTE 사양에 전적으로 기반함)은 에릭슨 텔레비전 및 메인콘셉트에 의해 이루어졌다. FFmpeg 프로젝트에는 자유 VC-1 디코더가 포함되어 있다.

## 인코딩 소프트웨어
윈도우 미디어 인코더 9 시리즈는 WVC1 FourCC 미디어를 포함한 VC-1 호환 비디오 파일을 인코딩한다. 모든 세 가지 프로파일(Simple, Main, Advanced)에서 VC-1의 완전한 호환성을 보장하려면 Windows Media Format 11 Runtime 또는 Windows Media Player 11이 컴퓨터에 설치되어 있어야 한다. 이들 중 하나라도 설치되어 있으면 윈도우 무비 메이커도 VC-1 호환 비디오를 저장할 수 있으며, Windows Media Format SDK 또는 Windows Media Codec DMO를 기반으로 구축된 다른 모든 애플리케이션도 마찬가지이다. Windows Media Encoder Studio Edition은 원래 전문 인코딩을 위해 발표되었지만 나중에 마이크로소프트에 의해 취소되었다. Expression Studio의 일부인 마이크로소프트 익스프레션 인코더는 VC-1 비디오를 윈도우 미디어(ASF) 파일 형식 및 IIS Smooth Streaming 형식으로 인코딩하는 것을 지원한다.
Inlet, Digital Rapids, Harmonic, Envivio, 엘레멘탈 테크놀로지스, 애니스트림, 텔레스트림 및 Rhozet가 만든 비디오 인코더 제품은 IPTV 및 웹 스트리밍을 위한 VC-1 인코딩(마이크로소프트 VC-1 인코더 SDK 기반)을 지원한다.

## 하드웨어 기반 인코딩 및 디코딩
VC-1 인코딩 및 디코딩은 상당한 컴퓨팅 성능을 요구하므로, 범용 CPU에서 실행되는 소프트웨어 구현은 특히 HD 비디오 콘텐츠를 처리할 때 일반적으로 느리다. CPU 사용량을 줄이거나 실시간 인코딩을 수행하기 위해 전체 인코딩 또는 디코딩 프로세스에 특수 목적 하드웨어가 사용되거나 CPU 제어 환경 내에서 가속 지원에 사용될 수 있다. 하드웨어 VC-1 인코더는 ASIC 또는 FPGA일 수 있다.
하드웨어 가속(하드웨어 지원이라고도 함) 비디오 디코딩은 전용 특수 목적 하드웨어 또는 GPU와 같은 일반 다목적 하드웨어에서 수행될 수 있다. 전자는 일반적으로 블루레이 플레이어 및 3G/4G 휴대폰과 같은 가전 기기에서 발견되며, 후자는 일반적으로 PC에서 발견된다. 2006년 이후 제조된 거의 모든 비디오 카드는 DirectX 비디오 가속 API를 통해 Windows 플랫폼에서 어느 정도의 GPU 가속 VC-1 디코딩을 지원한다. 기본 Windows WMV9/VC-1 디코더(wmvdecod.dll)는 DXVA 프로파일 A, B 및 C만 지원하는 반면, 사이버링크와 같은 타사 VC-1 디코더는 전체 DXVA 프로파일 D 디코딩 가속을 지원한다. MacOS 플랫폼에서는 GPU 가속 VC-1 디코딩이 지원되지 않는다.
라즈베리 파이 4 이전의 라즈베리 파이 하드웨어는 VC-1 하드웨어 가속 디코딩을 지원하지만, 라이센스 키를 구매해야 한다.

## 법적 지위
마이크로소프트와 밀접하게 관련되어 있지만, VC-1 특허 풀에는 18개의 회원사가 있다. 대부분의 특허는 마이크로소프트(324개 특허), 파나소닉 홀딩스(122개 특허), LG전자(96개 특허), 삼성전자(96개 특허) 등 4개 회사에서 보유하고 있다.
SMPTE 표준으로서 VC-1은 누구나 구현할 수 있지만, 구현자는 라이선스 수수료를 MPEG LA와 같은 LLC 라이선스 기관 또는 해당 형식에 대한 필수 특허를 보유하고 있다고 주장하는 회원사(비독점 라이선스 기관이므로)에 직접 지불해야 할 수도 있다.
2024년 11월 26일 기준으로 92.9% 이상의 특허가 만료되었다.

### 특허 보유자
다음 기관은 MPEG LA에 의해 나열된 VC-1 특허 풀에 하나 이상의 특허를 보유하고 있다.
| 조직                     | 활성 특허 | 만료된 특허 | 총 특허 수 |
| ------------------------ | --------- | ----------- | ---------- |
| 마이크로소프트           | 64        | 402         | 466        |
| 파나소닉 홀딩스          | 5         | 117         | 122        |
| LG전자                   | 3         | 93          | 96         |
| 삼성전자                 | 2         | 94          | 96         |
| 돌비 연구소              | 8         | 96          | 104        |
| 필립스                   | 0         | 77          | 77         |
| 히타치 제작소            | 0         | 60          | 60         |
| 미쓰비시 전기            | 0         | 52          | 52         |
| 소니그룹                 | 0         | 28          | 28         |
| JVC 켄우드               | 0         | 25          | 25         |
| 도시바                   | 0         | 21          | 21         |
| 후지쯔                   | 0         | 20          | 20         |
| 텔레노르                 | 0         | 19          | 19         |
| 지멘스                   | 2         | 16          | 18         |
| AT&T 인텔렉추얼 프로퍼티 | 0         | 16          | 16         |
| 선 특허 신탁             | 0         | 12          | 12         |
| 샤프                     | 0         | 8           | 8          |
| 오랑쥬 S.A.              | 0         | 7           | 7          |
| 일본전신전화             | 0         | 4           | 4          |
| 팬택                     | 0         | 4           | 4          |
| ZTE                      | 0         | 1           | 1          |
| 총계 (모든 제조사)       | 89        | 1167        | 1256       |

## 같이 보기
- AV1
- H.264와 VC-1 비교
- 영상 압축
- VC-2 (디랙)